# Serra Azul de Minas
Serra Azul de Minas är en kommun i Brasilien.   Den ligger i delstaten Minas Gerais, i den sydöstra delen av landet, 600 km sydost om huvudstaden Brasília. Antalet invånare är 4 220.
Omgivningarna runt Serra Azul de Minas är huvudsakligen savann. Runt Serra Azul de Minas är det glesbefolkat, med 18 invånare per kvadratkilometer.